# Spore (gra komputerowa)
Spore – gra komputerowa zaprojektowana przez Willa Wrighta symulująca całą historię i przyszłość życia.
Spore to „gra o ewolucji”: gracz prowadzi gatunek przez wiele stadiów rozwoju. Główną innowacją gry Spore było generowanie wielu elementów gry w czasie rzeczywistym, umożliwiając tym samym duży zakres zmian i niekończącą się rozgrywkę. Wright powiedział „W większości gier jest się Lukiem Skywalkerem, bohaterem jakiejś opowieści. Tutaj gracz staje się George’em Lucasem. Chcę, żeby gracze stworzyli cały świat, w którym żyją.”
Pierwszy raz gra została zaprezentowana publicznie na konferencji o tworzeniu proceduralnym w 2005 podczas Game Developers Conference. Gra została wyprodukowana przez Maxis i wydana przez Electronic Arts 5 września 2008.

## Rozgrywka
Spore jest grą symulacyjną, która „sięga od pojedynczej komórki do podboju galaktyki”. Składa się z różnych faz, każda z nich z własną mechaniką gry. W mowie wygłoszonej na GDC Will Wright porównywał kolejne fazy z różnymi popularnymi grami komputerowymi:
1. Faza molekuł (wycofano).
2. Faza komórki, inspirowana grą Pac-Man.
3. Faza wodna (usunięto).
4. Faza stwora.
5. Faza plemienia, podobna do Populous.
6. Faza miasta (usunięto).
7. Faza cywilizacji, podobna do Risk i Civilization.
8. Faza kosmosu, podobna do Destroy All Humans! i SimEarth.

Każda faza gry wyznacza punkt startowy w następnej części. Podczas prezentacji na GDC stworzenie, które Will Wright zaprezentował bazowało na jednokomórkowcu z początkowego etapu gry. Will Wright powiedział, że to, jak będą rozgrywane fazy wpłynie na osobowość stworzenia.

### Faza komórki
Faza komórki jest pierwszym etapem w rozwoju stworzenia. Gra zaczyna się w momencie, kiedy meteor uderza w planetę i jego odłamek wpada do pramorza. Z pozostałości meteoru powstaje organizm jednokomórkowy. Celem jest jedzenie i zdobywanie nowych elementów jak np. kolce, witki i otwory gębowe, możliwe potem do kupna za fikcyjną walutę – punkty DNA. Faza kończy się, kiedy organizmowi wykształci się mózg. Wtedy możliwa jest zmiana komórki i dodanie nóg, które pozwalają wypłynąć na powierzchnię.

### Faza stwora
Podczas gdy faza komórki wprowadza gracza do gry i obsługi jej edytorów, faza stwora odgrywa dużą rolę w tym, jak organizm gracza będzie wyglądał w następnych etapach. Środowisko w tej fazie jest już trójwymiarowe, a w grze pojawią się inne stworzenia zamieszkujące wirtualną planetę. Większość, jeśli nie wszystkie z nich są tworzone przez innych graczy. Jeśli w ekosystemie brak będzie drapieżników, a będą jedynie słabe organizmy, gra automatycznie ściągnie nową rasę drapieżników stworzoną przez innego gracza i dołączy je do aktualnie istniejącego świata gracza.
Wygląd istoty gracza bazuje na mikrobie z poprzedniej fazy.
Główny cel to zaprzyjaźnianie się lub eksterminowanie innych gatunków. Gracz musi również znaleźć sobie partnera/partnerkę. Gdy stworzenie gracza zniesie jaja, otwiera się edytor stwora. Podczas procesu ewolucji z poprzedniego etapu, gracz ma możliwość „dodania” stworzeniu kończyn.
Głównym celem tej fazy jest jak największe rozwinięcie umiejętności umysłowych stworzenia. Gdy te dostatecznie zostaną opanowane, stworzenie staje się istotą rozumną, a gra przechodzi w fazę plemienia.

### Faza plemienia
W fazie plemienia gracz zaczyna z małą chatką. Gra zmienia się w strategiczną. Na początku można dowodzić trzema stworami, potem kolejnymi. Głównym celem jest zdobywanie pożywienia oraz sprzymierzenie się lub podbicie innych plemion.

### Faza cywilizacji
W tej części gracz odpowiada za stosunki pomiędzy jego cywilizacją a innymi istniejącymi na ich planecie.
Faza cywilizacji jest pierwszą fazą, w której można zobaczyć rezultaty swojego wpływu na rozwój cywilizacji. Gracze dalej mogą budować w edytorze budynki oraz kupować inne. Po wkroczeniu w fazę cywilizacji gracz po raz pierwszy ma możliwość oddalenia kamery na widok całej planety. W tej fazie gracz może spotkać inne stworzenia z tego samego gatunku w innych miastach, kontaktować się z innymi cywilizacjami, prowadzić dyplomację w celu np. otwarcia szlaku handlowego lub zaproponowania sojuszu lub też może je zaatakować. W tej fazie do dyspozycji zostaje oddany edytor pojazdów, pozwalający na konstruowanie pojazdów naziemnych, wodnych i latających.
W tej fazie głównym celem jest zdobycie kontroli nad całą planetą, drogą wojny, nawrócenia innych cywilizacji, lub handlu z nimi. Gdy gracz spełni ten warunek, gra odblokowuje edytor statków kosmicznych, a gracz może przejść do następnej fazy.

### Faza kosmosu
Po fazie cywilizacji następuje faza kosmiczna. Na tym poziomie gracz kontroluje pojazd kosmiczny, umożliwiający podróże międzygwiezdne i wizyty na innych planetach. Gracz może po zakupie odpowiednich narzędzi prowadzić terraformowanie na planetach (tworzyć na planecie warunki korzystne do powstania życia). Cywilizacja gracza może podróżować pomiędzy układami gwiezdnymi, spotykając inne cywilizacje w odległych światach, z których większość została stworzona przez innych graczy.
Autorzy gry wspomnieli o takich możliwościach, jak założenie planetarnego zoo, sojusze z innymi rasami, wojny gwiezdne i wszystkie z nich mają miejsce w grze. Każda rasa ma własne oblicze i osobowość, które będą ulegały zmianie po wpływach cywilizacji gracza.
Głównym celem fazy jest dotarcie do centrum galaktyki i spotkanie się ze Stevenem, który udostępni 42 kostury życia, pozwalające na natychmiastową zmianę planety na najwyższy możliwy poziom.

## Inne elementy rozgrywki

### Edytory
Główną koncepcją gry Spore było tworzenie praktycznie każdego elementu rozgrywki przez graczy. Will Wright powiedział, że każdy edytor będzie tak prosty w użyciu, jak to tylko możliwe. W grze jest kilka edytorów i za pomocą każdego z nich tworzony jest inny obiekt. 17 czerwca na stronie EA pojawił się darmowy edytor z 25% części do wykorzystania na naszym stworku. Do kupienia w sklepach jest również wersja 100% w cenie 20zł. Firma Hewlett-Packard udostępniła również wersję 50% do ściągnięcia ze swojej strony.
Na E3 2006 Wright pokazał edytor stworzenia (Creature Creator). Pozwala on graczom na całkowitą edycję istoty. Proces projektowania stworzenia rozpoczyna się widokiem zawieszonego w przestrzeni korpusu. Edytor pozwala na dowolne wydłużaniu i wyginanie go oraz następne dodawanie części składowych stworzenia. Części podzielone są na kilka grup, między innymi otwory gębowe, zmysły (oczy, uszy, nos), kończyny, dłonie, stopy. Części ciała dodaje się poprzez przeciąganie w odpowiednie miejsce danego elementu. Gra stara się „przymocować” nowe części do istniejących już innych części. Każdą część ciała stworzenia można odpowiednio „pomalować” oraz umieścić na niej łuski lub sierść czy cętki lub tygrysie pasy. Każda część ma swoje parametry, które wpływają między innymi na szybkość, siłę czy hałas, z jakim porusza się stworzenie, a także każda z nich kosztuje określoną liczbę punktów DNA.
W grze dostępne są również edytory budynków, muzyki (można ją edytować podczas fazy cywilizacyjnej), strojów cywilizacyjnych, pojazdów lądowych, latających, wodnych (używa się ich podczas fazy cywilizacyjnej), edytor strojów plemiennych (faza plemienia), edytor statków kosmicznych, strojów międzygalaktycznych, zwierząt (pojawiają się we wszystkich fazach prócz komórki), edytor komórek (dostępne tylko podczas gry w fazie komórki), edytor stworzeń (faza stwora). Podczas fazy kosmicznej gracz będzie miał dostęp do stworzenia statku kosmicznego. Będzie mógł podczas niej przeprowadzić terraformowanie na planetach według własnego upodobania.
Wydano również dodatek do edytora stwora „Spore: straszne i śmieszne części stworów”. Dodatek ten zawiera 72 elementy stwora, 2 tła, 48 stylów malowania i 24 animacje.

### Tworzenie w czasie rzeczywistym/Animacja proceduralna
W Spore wszystkie animacje tworzone są w locie. „Gra automatycznie dobiera sposób, w jaki animować stworzenie, które gracz stworzył. Podczas pierwszej publicznej demonstracji Wright stworzył stworzenie z trzema łapami. Gra zrozumiała, jak ma animować trzynogie stworzenie z ogonem, jako jego bronią. Wright wtedy pokazał kilka stworzonych kreatur, które poruszały się realistycznie pomimo swojego egzotycznego wyglądu: owadopodobne stworzenie z sześcioma nogami i kilkoma głowami, chodzący ptak z ogromną głową, która przechylała się przy zwrocie oraz stworzenie podobne do psa z rozgałęzionymi kończynami. Pokazał również stworzenie przypominające pluszowego misia.
Nie podano żadnych dokładniejszych danych na temat technologii animacji proceduralnej stworzeń i światów. Wright powiedział podczas E3 2006 jedynie, że informacje potrzebne do odtworzenia kreatury mogą zostać zapisane w 3 kilobajtowym pliku.
Chris Hecker, który aktualnie pracuje nad Spore (również nad jego wczesnymi prototypami), pokazał prezentację podczas GDC 2005 i Futureplay zatytułowaną „Why you should have paid attention in multivariable calculus”, w której przedstawił pogląd na temat tworzenia „w locie” powierzchni oraz nakładania na te powierzchnie odpowiednich tekstur. Sean O’Neil pracował dla firmy Maxis jako „konsultant projektu R&D, zawierającego dynamiczną generację i renderowanie światów bazujących na fraktalach”. Na jego stronie internetowej zademonstrowana jest proceduralna animacja planety i symulowanie rozproszenia atmosfery.

### "Massively single-player"
Niektóre z zamieszczonych tu informacji od 2015-06 wymagają weryfikacji.
Dokładniejsze informacje o tym, co należy poprawić, być może znajdują się w dyskusji tej sekcji.
 Po wyeliminowaniu niedoskonałości należy usunąć szablon {{Dopracować}} z tej sekcji.
Wright nazywa Spore grą z gatunku "massively single-player online game". Równoczesny tryb wieloosobowy nie będzie możliwy. Zamiast tego wszystkie postacie, pojazdy i budynki, które gracz stworzy zostaną wysłane na centralny serwer, gdzie zostaną odpowiednio skatalogowane i ocenione pod względem jakości (ocena będzie bazowała na ilości ściągnięć danego obiektu przez graczy), a następnie będą redystrybuowane wśród innych graczy. Dane wysyłane mają sięgać maksymalnie kilku kilobajtów. Wright powiedział o tym, że tu chodzi o podobieństwo do kwasu deoksyrybonukleinowego, który pomimo swojej wielkości zawiera wszystkie informacje dotyczące cech danego osobnika i właśnie „DNA” osobnika z gry będzie wysyłane.
Po wydaniu gry, okazało się, że stwory zostały „spakowane” w pliki png, które gra odczytuje.
Pliki mają około 20-30 Kb.

## Dodatki

### SPORE: straszne i śmieszne (części stworów)
Dodatek ten zawiera 72 elementy stwora, 2 tła, 48 stylów malowania i 24 animacje. Są one straszne/potworne lub śmieszne/kreskówkowe.

### SPORE: Kosmiczne przygody
Dodatek ten został wydany 23 czerwca 2009 r. na świecie oraz 26 czerwca w Polsce. Dodatek umożliwia kapitanowi statku uczestnictwo w przygodach stworzonych przez siebie lub innych graczy. Można również tworzyć własne planety, a także mieć dostęp do nowych 32 przedmiotów.

### Darmowe pakiety elementów
EA udostępnia od czasu do czasu darmowe pakiety z elementami stwora. Można je automatycznie pobrać dzięki aplikacji EA Download Manager.

#### Kończyny egzoszkieletowe
Ten pakiet zawiera 24 elementy stwora, 12 rodzajów rąk i 12 rodzajów nóg. Jest on wgrany do Spore: Kosmiczne Przygody.

#### Części mechaniczne
Ten pakiet zawiera 14 części stwora, pozwalających ucharakteryzować go na podobieństwo robota.

## Produkcja gry
Pierwsze wzmianki o Spore pojawiły się 11 marca 2005 w wykładzie Wrighta na temat animacji proceduralnej podczas Game Developers Conference. Jednak oficjalnie zaprezentowana została dwa lata później podczas corocznego E3. Will Wright powiedział, że na grę miała wpływ ogromna liczba seriali telewizyjnych, filmów i zabawek, jak na przykład Lego czy Gwiezdne wojny.
Will Wright początkowo nazwał grę Sim Everything. Był to tytuł roboczy. W czasie produkcji zespół zaproponował zmianę nazwy na Spore (ang. zarodek), ponieważ dobrze to pasowało do idei gry.

## Nagrody
Na E3 2005 gra wygrała następujące nagrody Game Critics Awards: Najlepsza gra na pokazie, Najlepsza gra oryginalna, Najlepsza gra komputerowa i Najlepsza gra symulacyjna.

## Kontrowersje
Spore używa systemu DRM SecuROM. Nigdzie, ani na stronie, ani na pudełku, nie jest to wyraźnie napisane, nie są też opisane wszystkie konsekwencje. Zarówno sam fakt wykorzystania DRM, jak i dodatkowe ograniczenia z tym związane (np. możliwość instalacji gry do 3 razy) stały się powodem sporej krytyki, a nawet ataku na Amazon.com, gdzie zorganizowano akcję przydzielania grze najniższej oceny (jedna gwiazdka), jako uzasadnienie podając właśnie użycie DRM.
Wiele niesmaku wywołały niektóre pornograficzne stwory nazywane z angielskiego "SPORN" od połączenia słów (Spore + porn) stworzone przez użytkowników. Wiele stworów ma falliczny kształt.